# ریچارد لیبرتینی
ریچارد لیبرتینی (انگلیسی: Richard Libertini؛ زادهٔ ۲۱ مهٔ ۱۹۳۳-درگذشته ۷ ژانویه ۲۰۱۶) هنرپیشه اهل ایالات متحده آمریکا بود.
وی در منطقه‌ای نزدیک کمبریج، ماساچوست و از خانواده‌ای با اصالت ایتالیایی متولد شد. عمده شهرت وی به خاطر توانایی‌اش در صحبت کردن با لهجه‌های گوناگون است.
از فیلم‌هایی که وی در آن نقش داشته است، می‌توان به نل، روزهای بهشت، بیداری‌ها، پاپای، آب را نخورید، همه من، خواهران لیمو و آتش غرور اشاره کرد.